# Stort (baggeren)

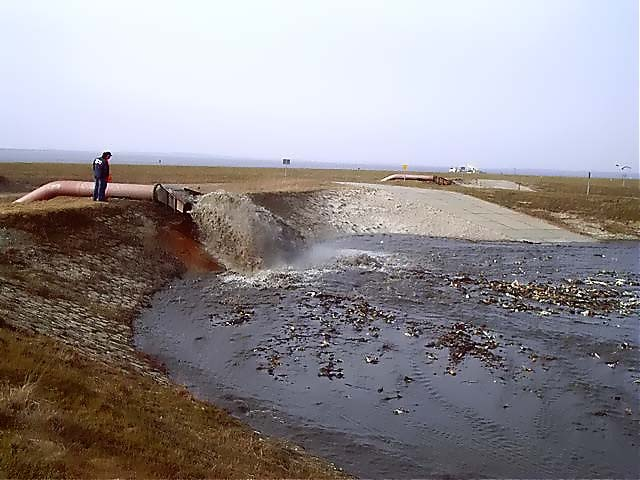
Stort

Een stort is een gebied waarover bij een baggerproject de baggerspecie uitgespoten wordt.
Het water loopt dan uit het water- en zandmengsel weg en het zand of de modder blijft achter. De baggerspecie komt of uit een drijvende leiding, verbonden aan een zand- of snijkopzuiger of aan een sleephopperzuiger. Een andere manier om de baggerspecie aan land te brengen is rainbowen. Het duurt vaak een lange tijd voor het stort zich gezet heeft en er op gebouwd kan worden. Vaak moet het water afgevoerd worden door drainage.

## Toponiem
De specie wordt niet altijd direct na het indrogen afgevoerd en blijft soms jaren liggen. Deze plaatsen krijgen dan wel de naam Stort. Het Groningse plaatsje 't Stort is naar zo'n stortplaats genoemd.